# Szent Anna-kápolna (Komárom)
A komáromi Szent Anna-kápolna a Jókai utca déli végénél áll, a Városháza szomszédságában. Közvetlenül mellette áll a 6. számú ház, melyet Miletics Borbála komáromi polgárasszony alapított 1709-ben kelt végrendeletével. A gazdag özvegy két bolthelyiséget és házát hagyta a szegényekre. A kápolna építését csak 1750-ben fejezték be, de nem sokkal ezután a földrengésben (1763) megrongálódott, majd 1768. május 10-én leégett. A szegényházat jelentős összeggel támogatta 1802-ben tett alapítványával Bärnkopf Ignác esztergomi kanonok is. Az ispotály 12 szegénysorsú embert fogadott be, akik évente kétszer kéregethettek a városban (húsvétkor és Szent Anna ünnepén).
A szegényház és a kápolna az 1848-as tűzvészben leégett. A kápolnát helyreállítása után (mivel a korábban általuk használt Szent János-templom nem épült újjá) a város német lakosai használták. 1882-ben harmóniummal egészült ki. Két kis harangját az első világháború idején beolvasztották, 1922-ben öntöttek újat Dosztál Jakab műhelyében. A szegényház (az infláció miatt az 1920-as évektől adományokból működve) egészen 1945-ig fennállt.